# Ford Escape
O Escape é um SUV compacto da Ford. A versão europeia tem o mesmo nome do coupé esportivo que durou de 1969-1979, que alegam ser uma muito parecido com o Nissan Terrano II.
Esse modelo conta com uma versão híbrida equipada com transmissão continuamente variável (Câmbio CVT).

## Galeria
- Primeira geração (2001-2007)
- Segunda geração (2008-2012)
- Terceira geração (2013-2019)
- Quarta geração (2019-presente)